# 4059 Balder
4059 Balder је астероид главног астероидног појаса са средњом удаљеношћу од Сунца која износи 3,015 астрономских јединица (АЈ).
Апсолутна магнитуда астероида је 12,0.